# Valle Mutou
La valle Mutou si trova nelle Montagne Fiammeggianti, vicino all'antica città-oasi di Gaochang sul confine del deserto di Taklamakan, nello Xinjiang, Cina. Sotto ad una rupe della valle Mutou si trovano le grotte dei mille Buddha di Bezeklik, un complesso di templi buddhisti ricavati da una serie di grotte, datati dal V al IX secolo.